# Жакота (Сучава)
Жакота (рум. Jacota) насеље је у Румунији у округу Сучава у општини Вултурешти. Oпштина се налази на надморској висини од 358 m.

## Становништво
Према подацима из 2002. године у насељу је живело 182 становника, од којих су сви румунске националности.